# Biến loạn Heiji
Biến loạn Heiji (平治の乱 Heiji no ran, 19 tháng 1 – 5 tháng 2 năm 1160) do cuộc nội chiến diễn ra vào năm 1160 tương ứng với niên hiệu Heiji (平治 Bình Trị) nên còn được gọi Loạn Heiji, Bình Trị Loạn. Cuộc nội chiến ngắn giữa các phe đối địch dưới quyền Thượng hoàng Go-Shirakawa nhằm giải quyết tranh chấp về quyền lực chính trị trong triều đình.
Trước đó, Biến loạn Hōgen đã diễn ra vào năm 1156, và Biến loạn Heiji được coi là hệ quả trực tiếp của cuộc xung đột này. Tuy nhiên khác với Biến loạn Hōgen, vốn là cuộc tranh quyền giữa các thiên hoàng và các thành viên trong cùng một gia tộc, Biến loạn Heiji là cuộc đối đầu giữa hai gia tộc võ sĩ đối lập.
Sự kiện này không chỉ làm nổi bật mâu thuẫn quyền lực giữa các gia tộc võ sĩ mà còn được xem là tiền đề cho những cuộc nội chiến lớn hơn trong lịch sử Nhật Bản về sau (Chiến tranh Genpei).

## Bối cảnh

### Shinzei chấp chính
Năm Hōgen nguyên niên (1156), sau khi giành thắng lợi trong cuộc chiến Loạn Hōgen, Thiên hoàng Go-Shirakawa đã ban hành một sắc lệnh mới về việc thay đổi quyền lực, được gọi là "Tân chế Hōgen" (Hōgen Shinsei) vào tháng 9 nhuận cùng năm. Sắc lệnh này nhấn mạnh tư tưởng vương thổ (ōdoshisō), khẳng định quyền lực cai trị to lớn từ Thiên hoàng, với tuyên bố "Đất đai Kyūshū thuộc về một người duy nhất. Ngoài lệnh nhà vua, không ai có thể áp đặt quyền lực riêng". Nội dung chủ yếu sắc lệnh là lệnh điều chỉnh các điền trang (shōen). Trong thời kỳ viện chính của Thượng hoàng Toba, nhiều điền trang được hình thành khắp cả nước, gây ra các cuộc tranh chấp về việc thực thi quốc vụ tại nhiều nơi. Lệnh điều chỉnh điền trang này nhằm giải quyết sự hỗn loạn, đặt tất cả các điền trang, lãnh địa tỉnh và công lãnh dưới quyền cai trị từ Thiên hoàng, và tạo nền tảng quan trọng cho việc hình thành chế độ điền trang công lãnh (shōen kōryō sei). Người lập kế hoạch và thúc đẩy cuộc cải cách quốc chính này là một cận thần thân cận của Go-Shirakawa, Fujiwara no Michinori, được biết đến với tên Shinzei.
Để thực hiện các cải cách, Shinzei đã thiết lập một cơ quan gọi là Kí Lục sở (Kirokusho), nơi lưu trữ các tài liệu liên quan đến điền trang và xử lý các tranh chấp giữa các chủ sở hữu điền trang. Chức vị đứng đầu là Thượng khanh được giao cho Đại nạp ngôn Sanjō Kinkei và từ nhóm quan viên phụ trách công việc thực tế đã chọn ra các biện quan như Hữu trung biện Fujiwara no Korekata, Tả thiếu biện Minamoto no Masayori, và Hữu thiếu biện Fujiwara no Toshinori (con trai trưởng của Shinzei). Dưới quyền có 21 người trong Kí Lục sở tham gia tiến hành thẩm định tài liệu đệ trình từ các lãnh chủ điền trang, cũng như xét xử các tranh chấp giữa các trang viên khác nhau. Nhiều năm sau đó, Kiyohara no Yorinari một viên quan trong Kí Lục Sở đã nói với Fujiwara no Kanezane việc Shinzei gọi Go-Shirakawa là vua "ám tối", điều này ám chỉ việc Go-Shirakawa mặc dù ông không phải là một người nắm quyền hành chính thức trong triều đình lúc bấy giờ nhưng lại là một người cai trị ngầm có quyền lực trong bóng tối. Phản ánh thực tế quyền lực phức tạp và can thiệp từ Go-Shirakawa trong chính trị.
Ngoài ra, Shinzei còn bắt tay vào việc phục hồi cung điện, hoàn thành tái thiết vào tháng 10 năm Hōgen thứ 2 (1157). Ngay sau đó, ông ban hành thêm 30 điều luật mới nhằm cải tổ các công việc triều chính, thiết lập các quy tắc và chấn chỉnh kỷ cương cho các quan chức. Trong quá trình này, sự thăng tiến của Shinzei và gia đình ông trở nên đáng chú ý. Hai người con trai là Toshinori và Sadanori, với mẹ là con gái của Takashina no Shigenaka (người từng giữ chức Gia tư, quản lý tài sản và công việc, cho hai cha con Quan bạch Fujiwara no Moromichi và Fujiwara no Tadazane), tham gia vào việc triều chính với tư cách là biện quan. Trong khi Shigenori và Naganori, với mẹ là Fujiwara no Asako (nhũ mẫu của Go-Shirakawa), lần lượt được bổ nhiệm làm trấn thủ tỉnh Tōtōmi và Mino. 
Bản thân Shinzei cũng không quên củng cố nền tảng kinh tế cho mình bằng cách tịch thu lãnh địa của Fujiwara no Yorinaga, người đã thất bại và tử trận trong Loạn Hōgen, rồi sáp nhập vào lãnh địa hậu viện và đảm nhận vai trò quản lý lãnh địa này.

### Gia tộc Taira nổi lên
Để thúc đẩy cải cách quốc chính, Shinzei đặc biệt ưu ái đối đãi với Taira no Kiyomori. Gia tộc Taira, trong đó Kiyomori giữ vai trò chủ chốt, vốn đã sở hữu lực lượng quân sự lớn nhất trong số các võ sĩ Bắc Diện. Nhưng sau cuộc loạn, Kiyomori trở thành trấn thủ tỉnh Harima, Taira no Yorimori trở thành trấn thủ tỉnh Aki, Taira no Norimori được bổ nhiệm trấn thủ tỉnh Awaji, và Taira no Tsunemori nhận chức vụ quan giới ở tỉnh Hitachi, nhờ đó gia tộc này càng mở rộng thế lực. Ngoài ra, sức mạnh quân sự gia tộc Taira là không thể thiếu để duy trì trật tự tại Kyōto, vốn bị tàn phá sau cuộc chiến, cũng như để quản lý các trang viên, giám sát quan chức địa phương và nông dân, kiểm soát các thần nhân và tăng binh.
Việc bổ nhiệm Taira no Motomori làm trấn thủ tỉnh Yamato cũng thể hiện kỳ vọng lớn vào gia tộc Taira. Tỉnh Yamato là nơi có nhiều điền trang của chùa Hưng Phúc tự (興福寺 Kōfuku-ji), và mọi nỗ lực tiến hành kiểm soát đất đai trước đây đều thất bại do sự chống đối từ thần nhân và các tăng binh. Dựa vào sức mạnh quân sự, Kiyomori đã tiến hành việc kiểm soát đất đai tỉnh này, nhưng đồng thời cũng linh hoạt trong việc thừa nhận một số đặc quyền của thế lực tôn giáo, giúp quản lý lãnh địa tại Yamato một cách hiệu quả.
Ngoài ra, bằng việc nhậm chức Đại tể Đại nhị, Kiyomori đã tham gia sâu vào thương mại Nhật-Tống, qua đó củng cố tiềm lực kinh tế của mình. Để củng cố liên minh với gia tộc Taira, Shinzei đã sắp đặt cuộc hôn ước giữa con trai mình là Fujiwara no Shigenori và con gái của Kiyomori (người sau này trở thành phu nhân của Fujiwara no Kanemasa), và nhờ vậy, cải cách chính trị dường như đã tiến triển suôn sẻ.

## Phe ủng hộ Thiên hoàng Nijō thân chính
Tuy nhiên, lúc này đã xuất hiện một thế lực chính trị khác, do Fujiwara no Nariko (Bifukumon'in) đứng đầu, tập trung vào việc hỗ trợ Thân vương Morihito lên ngôi (phe Nijō thân chính). Bifukumon’in, người đã thừa kế phần lớn lãnh địa từ Thái thượng pháp hoàng Toba, trở thành một trong những lãnh chúa sở hữu trang viên lớn nhất, khiến không ai có thể phớt lờ ý muốn của bà. Bifukumon’in từ lâu đã mong muốn Morihito, người con nuôi của bà, lên ngôi, và đã yêu cầu Shinzei giúp thực hiện nguyện vọng này.
Ban đầu, việc Thiên hoàng Go-Shirakawa đăng cơ cũng chỉ là bước đệm cho đến khi Morihito có thể kế vị, vì thế Shinzei không thể từ chối yêu cầu từ Bifukumon’in. Ngày 4 tháng 8 năm Hōgen thứ 3 (1158), theo sự thỏa thuận giữa Shinzei và Bifukumon’in, Thiên hoàng Go-Shirakawa đã nhường ngôi cho Thân vương Morihito, người sau này trở thành Thiên hoàng Nijō. Sự kiện này đánh dấu sự khởi đầu cho cuộc đối đầu giữa phe viện chính Go-Shirakawa và phe thân chính Nijō.
Phe Nijō thân chính được dẫn dắt bởi Fujiwara no Tsunemune (bác của Nijō) và Fujiwara no Korekata (bạn Nijō từ nhỏ và cũng là một biện quan trong Ký Lục Sở), với sự hỗ trợ mạnh mẽ từ Bifukumon’in, đã tìm cách kiềm chế các hoạt động chính trị của Go-Shirakawa. Trái lại, Go-Shirakawa, người đã bất ngờ kế vị sau cái chết đột ngột của Thiên hoàng Konoe, chỉ có thể dựa vào Shinzei. Tuy nhiên, Shinzei cũng từng là cận thần của Thái thượng pháp hoàng Toba và có mối quan hệ mật thiết với Bifukumon’in, khiến tình hình trở nên bất lợi cho Go-Shirakawa. Vì vậy, việc đào tạo và xây dựng các cận thần ủng hộ chính quyền viện chính của mình trở thành nhiệm vụ cấp bách đối với Go-Shirakawa.

### Nobuyori xuất hiện
Nhằm củng cố thế lực, Go-Shirakawa đã trọng dụng Fujiwara no Nobuyori, người giữ chức trấn thủ tỉnh Musashi. Nobuyori đã thăng tiến nhanh chóng: vào tháng 3 năm Hōgen thứ 2 (1157), ông được bổ nhiệm làm Hữu Cận vệ Quyền Trung tướng, đến tháng 10 thì được bổ nhiệm làm Tàng Nhân Đầu, tháng 2 năm sau trở thành Tham nghị và Hoàng hậu cung Quyền Lượng, tháng 8 là Quyền Trung nạp ngôn, đến tháng 11 ông được giao trọng trách của Kiểm phi Vi sứ Biệt đương. Gia tộc của Nobuyori vốn có quyền sở hữu đất đai ở các tỉnh Musashi và Mutsu, vì thế ông liên kết chặt chẽ với Minamoto no Yoshitomo, người cũng có ảnh hưởng lớn tại hai vùng này. Trong trận Ōkura tại tỉnh Musashi vào tháng 8 năm Kyūju thứ 2 (1155), nơi Minamoto no Yoshihira (con trai trưởng của Yoshitomo) tiêu diệt người chú của mình là Minamoto no Yoshikata, có thể Nobuyori cũng đã đóng góp hỗ trợ với tư cách là trấn thủ tỉnh Musashi.
Vào tháng 8 năm Hōgen thứ 3 (1158), khi viện chính sở của Go-Shirakawa được thành lập, Nobuyori được bổ nhiệm làm Biệt đương, phụ trách quản lý binh mã viện. Yoshitomo, người giữ chức Tả Mã đầu (quản lý ngựa triều đình), đã củng cố thêm mối liên kết giữa hai người. Nhờ sức mạnh quân sự của Yoshitomo, Nobuyori đạt được thỏa thuận hôn nhân cho em gái mình với Konoe Motozane, con trai trưởng của gia tộc Nhiếp quan. Gia tộc Nhiếp quan đã suy yếu đáng kể sau Loạn Hōgen: đất đai do Fujiwara no Tadamichi cai quản và lãnh địa của Yorinaga đều bị tịch thu, cùng với cái chết của nhiều gia nhân như Minamoto no Tameyoshi, người bảo vệ quyền lợi các trang viên. Điều này làm gia tăng tranh chấp trên khắp các trang viên, khiến gia tộc Nhiếp quan không thể không tìm kiếm nguồn lực quân sự thay thế, và liên minh với Nobuyori, người có quan hệ chặt chẽ với Yoshitomo, là điều khó tránh khỏi.
Ngoài Nobuyori, phe cận thần ủng hộ Go-Shirakawa còn có Fujiwara no Narichika (con trai thứ ba của Fujiwara no Ienari) và Minamoto no Moronaka, giúp củng cố lực lượng phe viện chính Go-Shirakawa.

### Hình thành phe chống Shinzei
Tại thời điểm này, các phe phái chính trị bao gồm gia tộc của Shinzei, phe ủng hộ Nijō thân chính, phe ủng hộ viện chính Go-Shirakawa và gia tộc Taira đã lần lượt hình thành. Trong "Heiji Monogatari" viết rằng, sự bất hòa giữa Fujiwara no Nobuyori và Shinzei bắt nguồn từ việc Nobuyori mong muốn trở thành Cận vệ Đại tướng (Konoe Taishō), nhưng bị Shinzei từ chối. Tuy nhiên, trong "Gukanshō" không nhắc đến câu chuyện này, và có ý kiến cho rằng việc một cận thần của viện chính như Nobuyori được phong làm Đại tướng là điều khó xảy ra. Mặt khác, một số ý kiến lại cho rằng, Nobuyori đã thăng tiến thần tốc từ chức trấn thủ lên đến Quyền Trung nạp ngôn chỉ trong vòng chưa đầy hai năm, vốn là điều gần như không thể. Do đó, nếu Go-Shirakawa tiếp tục ưu ái thì việc Nobuyori kỳ vọng vào những bước tiến tiếp theo cũng không phải là điều không tưởng.
Nguyên nhân lớn nhất dẫn đến cuộc nổi loạn Heiji có lẽ là sự phản đối từ các phe đối với quyền lực chính trị dưới sự lãnh đạo của gia tộc Shinzei. Mặc dù phe Nijō và phe viện chính Go-Shirakawa đối đầu gay gắt, nhưng họ đã thống nhất trong việc muốn loại bỏ Shinzei và luôn tìm kiếm cơ hội để lật đổ ông. Trong khi đó, Kiyomori giữ một lập trường trung lập, dù ông đã gả con gái mình cho con trai của Shinzei là Narikata, đồng thời cũng gả một con gái khác cho con trai của Nobuyori là Nobuchika (sau này là phu nhân của Fujiwara no Takafusa).
Vào tháng 12 năm Heiji nguyên niên (tức tháng 1 năm 1160), khi Kiyomori hành hương đến Kumano, để lại khoảng trống quân sự ở Kyoto, phe chống Shinzei đã nắm bắt cơ hội này để phát động cuộc nổi dậy.

## Diễn biến

### Cuộc tấn công vào dinh Sanjō

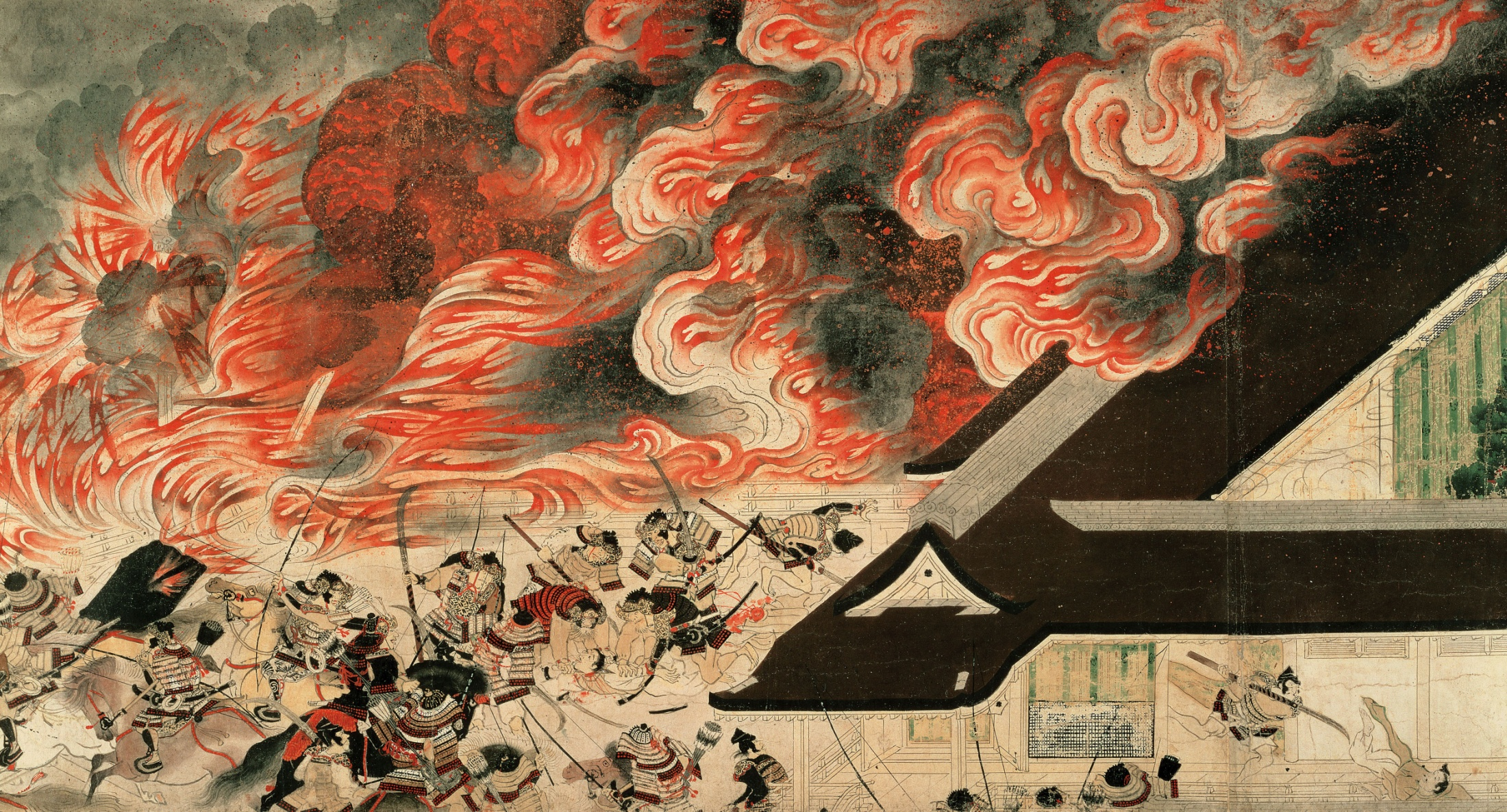
Cuộc tấn công ban đêm vào dinh Sanjō

Vào đêm ngày 9 tháng 12, Fujiwara no Nobuyori cùng các tướng lĩnh đồng minh đã tổ chức tấn công dinh thự Sanjō, nơi ở của Thượng hoàng Go-Shirakawa. Nobuyori và đồng bọn bắt giữ Go-Shirakawa cùng chị gái của ông, Nội thân vương Muneko, sau đó phóng hỏa dinh thự và tấn công vào bất kỳ ai tìm cách chạy trốn . Trong cuộc tấn công, các cận vệ như Ōe no Ienaka và Taira no Yasutada, cùng nhiều quan chức và cung nữ, đã thiệt mạng. Tuy nhiên, gia tộc của Shinzei đã kịp thời bỏ trốn trước đó.
Nobuyori chuyển Go-Shirakawa và Nội thân vương Muneko đến khu vực Nhất bản Ngự thư Sở (Ichihon no Gosho) bên trong Hoàng cung, nơi Thiên hoàng Nijō đang cư trú, và đưa họ vào tình trạng bị quản thúc. Theo "Gukanshō", Nobuyori đã "mời" Go-Shirakawa đến cư trú tại Nhất bản Ngự thư Sở, cho thấy có thể ông đã bảo hộ Go-Shirakawa trong dinh thự này. Chiếc xe chở Go-Shirakawa được Minamoto no Morinaka chuẩn bị, và các chiến binh Minamoto no Shigenari, Minamoto no Mitsumoto, và Minamoto no Sukemi hộ tống. Mitsumoto, cháu trai của người hầu cận Bifukumon’in, Minamoto no Mitsuyasu, cho thấy phe ủng hộ Nijō thân chính cũng đã đồng ý với cuộc đảo chính này.
Ngày hôm sau, các con trai của Shinzei gồm Toshinori, Sadanori, Shigenori và Naganori bị bắt, và đến ngày 22, lệnh lưu đày đã được ban hành cho tất cả. Ngày 13, Shinzei trốn đến Tahara thuộc tỉnh Yamashiro, và lẩn trốn trong một chiếc hộp chôn dưới đất. Tuy nhiên, ông bị phát hiện, và nghe thấy tiếng người đào lên, ông đã tự vẫn bằng cách đâm vào cổ họng. Minamoto no Mitsuyasu chặt đầu Shinzei, mang về Kyoto và cho phơi bày giữa phố để cảnh cáo.
Ngày 14, một ngày sau cái chết của Shinzei, Nobuyori, nắm trong tay Thiên hoàng Nijō và Go-Shirakawa, đã chính thức đoạt quyền. Nobuyori tổ chức lễ thăng chức tạm thời, trong đó Minamoto no Yoshitomo được bổ nhiệm làm trấn thủ Harima, và con trai ông, Yoritomo, được phong làm Hữu binh vệ Quyền Tá. "Heiji Monogatari" mô tả Nobuyori đạt được chức vụ Cận vệ Đại tướng, song "Gukanshō" không ghi lại điều này. Fujiwara no Narimichi đã mỉa mai buổi lễ này: “Nếu kẻ giết nhiều người được phong chức, tại sao không ban cho giếng nước ở dinh Sanjō chức vụ, nơi nhiều người đã nhảy xuống để tránh lửa?”.
Chính quyền Nobuyori đã bị phần lớn giới quý tộc phản đối. Ngay cả phe ủng hộ thiên hoàng Nijō cũng bí mật chờ đợi cơ hội rút lui khi chứng kiến hành động đơn phương của Nobuyori dựa vào sức mạnh quân sự của Yoshitomo. Khi đó, Minamoto no Yoshihira, đã dẫn quân từ miền Đông đến và đề nghị tấn công Kiyomori ngay lập tức khi ông ta đang trên đường về. Tuy nhiên, Nobuyori từ chối, cho rằng điều đó không cần thiết. Nobuyori tin rằng nhờ cuộc hôn nhân giữa con trai ông, Nobuchika, và con gái của Kiyomori, Kiyomori sẽ đứng về phía mình.

### Thiên hoàng Nijō đến Rokuhara
Khi Taira no Kiyomori đang trên đường hành hương đến Kumano, ông nghe tin về biến cố tại Kyoto khi đến tỉnh Kii. Kiyomori, hoảng hốt và có lúc đã định rút về Kyūshū, được các võ sĩ địa phương như Yuasa Muneshige và vị trụ trì (Biệt đương) Kumano là Tankai hỗ trợ, nên trở về Kyoto vào ngày 17 tháng 12. Trên đường trở về, các võ sĩ đồng minh từ tỉnh Iga và Ise như Fujiwara no Kagetsuna và Tachi Tadashiho cũng gia nhập quân Kiyomori. Ngược lại, Minamoto no Yoshitomo, vì chuẩn bị cho cuộc đảo chính bí mật, chỉ kêu gọi một lực lượng nhỏ và không lường trước được một cuộc chiến lớn. Cục diện quân sự tại Kyoto thay đổi chóng vánh, khiến ưu thế Nobuyori dần lung lay.
Nội đại thần Sanjō Kiminori, một người thân cận với Shinzei, phẫn nộ trước hành động lộng quyền từ Nobuyori. Ông thuyết phục Kiyomori đồng thời liên hệ với các nhân vật phe Nijō như Fujiwara no Tsunemune và Fujiwara no Korekata. Với phe Nijō, việc tiêu diệt Shinzei đã hoàn tất, do đó, phe viện chính Go-Shirakawa trở nên không còn cần thiết. Tsunemune và Korekata cùng lập kế hoạch cho Thiên hoàng Nijō trốn đến Rokuhara, nơi ở của Kiyomori, và Fujiwara no Tadaaki (anh họ Shinzei và em vợ Korekata) mang theo mật lệnh bí mật tiến vào cung.
Rạng sáng ngày 25, Kiyomori đưa danh sách các thuộc hạ của mình cho Nobuyori để thể hiện lòng trung thành, đồng thời trả con rể của mình là Nobuchika về lại với Nobuyori. Nobuyori, nghĩ rằng Kiyomori đứng về phía mình, rất vui mừng, nhưng Yoshitomo lại tỏ ra cảnh giác vì nhận thấy các thuộc hạ Kiyomori như Nanba Tsunefusa, Tachi Tadashiho, Taira no Morinobu, và Itō Kagetsuna đều là những võ sĩ kiệt xuất.
Đêm ngày 25, Korekata đến thông báo kế hoạch trốn thoát của Thiên hoàng Nijō cho Go-Shirakawa, và Go-Shirakawa ngay lập tức rời đến đền Ninna-ji. Vào giờ sửu (khoảng 2 giờ sáng) ngày 26, Thiên hoàng Nijō rời hoàng cung và chuyển đến dinh thự Rokuhara của Kiyomori. Fujiwara no Nariyori (em trai Korekata) loan tin này, khiến nhiều quan chức và quý tộc lũ lượt tập trung tại Rokuhara. Khi các nhân vật trong gia tộc Fujiwara như Tadamichi và con trai Fujiwara no Motozane cũng gia nhập, Kiyomori chính thức có được thế mạnh quân đội chính quy. Lệnh truy sát Nobuyori và Yoshitomo nhanh chóng được ban hành.
Sáng ngày 26, khi biết Thiên hoàng và Go-Shirakawa đã trốn thoát, phe viện chính Go-Shirakawa trở nên hoảng loạn, và Yoshitomo đã mắng Nobuyori là "kẻ ngu nhất nước Nhật". Nobuyori và Narichika chuẩn bị vũ trang và xuất trận cùng Yoshitomo, nhưng Minamoto no Morinaka, để bảo toàn tính mạng, đã lấy một trong ba bảo vật hoàng gia, chiếc gương Yata no Kagami, và bỏ trốn.

### Trận chiến tại Rokuhara

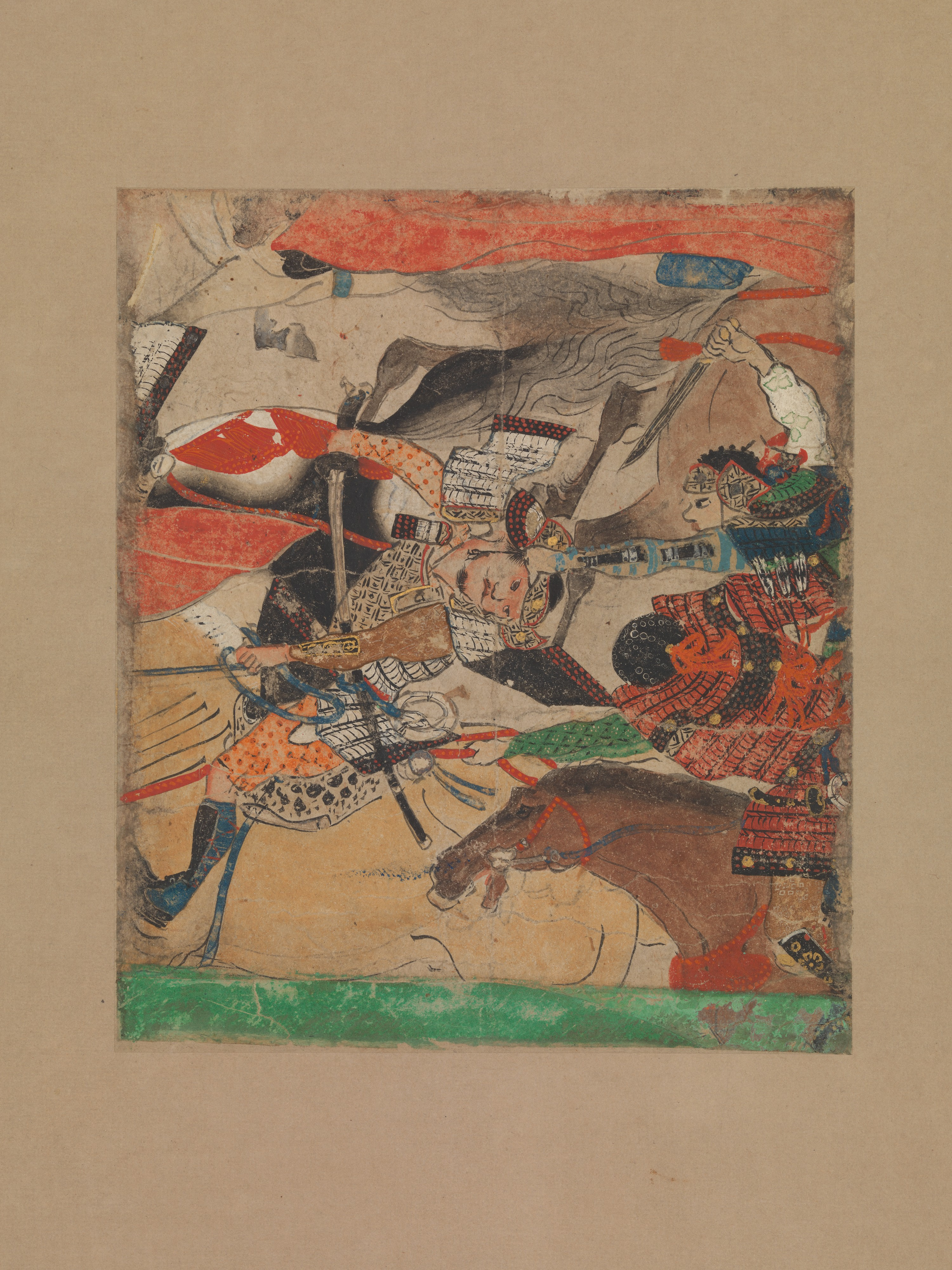
Trận Rokuhara

Quân Nobuyori gồm quân đội hỗn hợp do các võ sĩ như Minamoto no Yoshitomo, Minamoto no Shigenari, Minamoto no Mitsumoto, và Minamoto no Sukemi dẫn đầu, cùng với Minamoto no Mitsuyasu, người đã truy đuổi Shinzei. Quân Yoshitomo chủ yếu bao gồm con trai ông là Yoshihira, Tomonaga, và Yoritomo; chú của ông là Yoshitaka; các thành viên họ Minamoto ở Shinano như Yoshinobu; cùng với các võ sĩ thân cận như Kamata Masakiyo, Gotō Sanemoto, và Sasaki Hideyoshi. Tuy nhiên, chỉ một số ít võ sĩ từ vùng Kantō - căn cứ quyền lực Yoshitomo - tham chiến như Miura Yoshizumi, Kazusa Hirotsune, và gia tộc Yamanouchi Sudō. Họ đều có quan hệ mật thiết với Yoshitomo, nhưng vì cuộc đảo chính diễn ra bí mật, Yoshitomo chỉ huy động được lực lượng nhỏ từ tư quân của mình, trái ngược với cuộc động viên công khai trong Loạn Hōgen.
Taira no Kiyomori, để tránh đưa chiến trường vào khu vực hoàng cung, quyết định dẫn dụ quân địch về Rokuhara. Ông cử con trai trưởng Shigemori và em trai Yorimori xuất quân. Theo "Heiji Monogatari", một cuộc chiến kịch tính đã diễn ra giữa Shigemori và Yoshihira tại Đãi Hiền môn, với cảnh Yoshihira đuổi theo Shigemori qua những hành lang nổi tiếng trong khu vực bên phải cây cam và bên trái là cây anh đào trong hoàng cung. Trong trận này, Yorimori suýt nữa bị địch bắt và chỉ kịp thoát nhờ thanh kiếm quý "Nukemaru". Tuy nhiên, những tình tiết này chủ yếu là sáng tạo nhằm tăng sức hấp dẫn cho câu chuyện.
Khi chiến sự leo thang, Minamoto no Mitsuyasu và Minamoto no Kōki, người bảo vệ Dương Minh môn, phản bội và rời bỏ vị trí, bởi Mitsuyasu vốn là gia nhân của Bifukumon'in và chỉ hợp tác với Nobuyori để tiêu diệt Shinzei. Trong "Heiji Monogatari" còn cho biết Minamoto no Yorimasa không đứng về phía Nobuyori, điều dễ hiểu vì Yorimasa là gia thần của Bifukumon'in và không phải là thuộc hạ của Nobuyori hay Yoshitomo.
Quân Taira theo kế hoạch rút lui về Rokuhara, nơi Yoshitomo dẫn quân đến quyết chiến. Tại bờ sông Rokujō, Yoshitomo đã bị quân Taira và quân Yorimasa đánh bại. Dưới sự tấn công dồn dập từ cả hai phía, các võ sĩ thân cận của Yoshitomo như Yamanouchi Sudō Toshimichi và Katagiri Kageshige chiến đấu quyết liệt để ngăn cản địch, giúp Yoshitomo rút lui khỏi chiến trường.

## Hậu chiến

### Phe Go-Shirakawa sụp đổ
Fujiwara no Nobuyori và Fujiwara no Narichika đã đến gặp Pháp thân vương Kakushō tại chùa Ninna-ji. Nobuyori, bị đưa ra trước mặt Taira no Kiyomori, cố gắng biện hộ cho bản thân, nhưng cuối cùng bị xử tử vì là kẻ chủ mưu trong vụ ép Shinzei tự sát và tấn công dinh Sanjō. Narichika, là anh vợ của Shigemori, được tha mạng nhưng bị cách chức.
Minamoto no Yoshitomo, trong nỗ lực trốn về miền Đông, đã lạc mất Yoritomo trên đường đi và mất một người con là Tomonaga và người chú Yoshitaka. Ngày 29 tháng 12, ông cùng Kamata Masakiyo ẩn náu tại nhà Osada Tadamune, quan cai quản nội hải tỉnh Ōwari, nhưng bị chính Tadamune giết. Ngày 9 tháng 1, thủ cấp Yoshitomo và Masakiyo bị treo lên ở Kyoto. Ngày 18 tháng 1, Yoshihira, con trai cả Yoshitomo, bị Tachibana no Toshitsuna bắt giữ và hành quyết ở sông Rokujō vào ngày 21. Ngày 9 tháng 2, Yoritomo cũng bị Taira no Munekiyo bắt giữ và suýt bị xử tử, nhưng nhờ lời cầu xin mẹ kế của Kiyomori, Ike no Zenni, nên được tha mạng.
Lý do Yoritomo được tha mạng có lẽ vì cậu còn trẻ và còn có mối liên kết với thầy tế đền Atsuta (mẹ ruột Yoritomo xuất thân từ gia tộc Ōmiya đền Atsuta, nơi Yoritomo được sinh ra). Có khả năng rằng gia đình Ōmiya đã kêu gọi Ike no Zenni, một người có xuất thân từ dòng dõi thân cận với mẹ Thiên hoàng Go-Shirakawa và Taikenmon'in.
Các võ sĩ khác đồng hành với Yoshitomo như Minamoto no Shigenari và Minamoto no Suezane cũng bị tiêu diệt, phe viện chính Go-Shirakawa sụp đổ hoàn toàn.

### Gia tộc Fujiwara thất thế
Ngày 29 tháng 12, sau khi cuộc chiến kết thúc, một buổi lễ phân thưởng đã được tổ chức. Taira no Yorimori được phong làm trấn thủ tỉnh Owari, [[[Taira no Shigemori]] làm trấn thủ tỉnh Iyo, Taira no Munemori làm trấn thủ tỉnh Tōtōmi, Taira no Norimori làm trấn thủ tỉnh Etchū, và Taira no Kiyomori được trao thêm trấn thủ tỉnh Iga, tăng số tỉnh do gia tộc Taira quản lý từ 5 lên 7. Cùng ngày, Thiên hoàng Nijō vi hành đến dinh Hachijō (Bát Điều điện) của Bifukumon'in do Kiyomori hộ tống. Vào đầu năm Eiryaku nguyên niên (1160), Nijō đưa Fujiwara no Tashi, người từng là Hoàng hậu của Thiên hoàng Konoe, vào cung nhằm củng cố quyền lực của mình. Sau khi nắm thực quyền, phe Nijō, dẫn đầu bởi Fujiwara no Tsunemune và Fujiwara no Korekata, đã tăng cường áp lực lên Go-Shirakawa.
Ngày 6 tháng Giêng, khi Go-Shirakawa đến thăm tư dinh của Fujiwara no Akinaga ở Hachijō Horikawa, nơi ông có thể quan sát con đường Hachijō Ōji từ sân khấu cao, Tsunemune và Korekata đã chất đống gỗ vào kênh Horikawa để chắn tầm nhìn, một hành động quấy rối gây phẫn nộ cho Go-Shirakawa. Ông liền lệnh cho Kiyomori bắt giữ hai người này. Ngày 20 tháng 2, hai tướng thân tín của Kiyomori, Fujiwara no Tadakiyo và Minamoto no Tamenaga, đã áp giải họ đến trước mặt Go-Shirakawa và tra khảo họ. Việc áp dụng tra khảo đối với quý tộc, vốn là điều hiếm gặp, cho thấy sự căm hận sâu sắc từ Go-Shirakawa đối với họ. Lý do thất thế của Tsunemune và Korekata có thể là do họ đã dính líu đến vụ ám sát Shinzei.
Ngày 22 tháng 2, con trai Shinzei được phép trở về Kyoto, trong khi đến ngày 11 tháng 3, Tsunemune bị đày đến Awa và Korekata đến Nagato. Cùng ngày, các đồng minh Go-Shirakawa như Minamoto no Yoshitomo, Taira no Yorimori, và Minamoto no Mareyoshi cũng bị lưu đày đến các địa phương khác. Đến tháng 6, Minamoto no Mitsuyasu, người chịu trách nhiệm giết Shinzei, và con trai ông là Minamoto no Yasumitsu bị nghi ngờ có ý đồ phản loạn và lưu đày đến Satsuma, sau đó bị xử tử vào ngày 14. Những kẻ liên quan đến việc lật đổ Shinzei, dù thuộc phe Go-Shirakawa hay phe Nijō, đều bị loại khỏi chính quyền.

## Sự thành lập chính quyền gia tộc Taira
Cuộc đối đầu giữa Thượng hoàng Go-Shirakawa và Thiên hoàng Nijō trở nên tạm lắng sau khi cả hai bên mất đi những trọng thần của mình, tạo điều kiện cho một chế độ lưỡng đầu tạm thời, trong đó cả hai đều giữ mối quan hệ thỏa hiệp với nhau. Tuy nhiên, Taira no Kiyomori, người có công lớn nhất trong cuộc nổi loạn, không nghiêng về phe nào, mà giữ lập trường trung lập và hành động thận trọng. Gia tộc Taira nhanh chóng chiếm giữ các vị trí quan trọng trong triều đình như Viện sảnh Biệt đương, Tả mã liêu, và Nội tàng liêu, từ đó gia tăng ảnh hưởng chính trị.
Lãnh địa Taira mở rộng, bao gồm cả những vùng thuộc các dòng họ khác như Taira no Iesada làm trấn thủ tỉnh Chikugo, Fujiwara no Yoshimori làm trấn thủ tỉnh Iki và Aki, Minamoto no Tamenaga làm trấn thủ tỉnh Kii. Tầm ảnh hưởng kinh tế họ Taira vượt xa các gia tộc khác, tạo nền tảng kinh tế vững mạnh. Do nhiều quý tộc quân sự bị tiêu diệt trong cuộc xung đột, gia tộc Taira nắm độc quyền trong việc duy trì an ninh Kyoto, đàn áp các cuộc nổi dậy ở các địa phương, và quản lý điền trang, từ đó chiếm lĩnh quyền lực quân sự và cảnh sát quốc gia.
Kiyomori đã củng cố vị thế giới võ sĩ trong triều đình, đạt đến vị trí quyền lực lớn chưa từng có. Vào tháng 6 năm Eiryaku nguyên niên (1160), ông được phong tước Chính tam vị, và đến tháng 8, ông được bổ nhiệm vào chức vụ Tham nghị, trở thành võ sĩ đầu tiên nắm giữ địa vị Công khanh (Nghị chính quan). Gia tộc Taira dần có người được thăng lên các chức vị quan trọng trong triều, hình thành nên chính quyền Taira.

## Minh họa
Cuộn giấy bên dưới, Câu chuyện minh họa về Biến loạn Heiji: Cuộn giấy ghi lại chuyến viếng thăm của Thiên Hoàng tới Rokuhara, được lưu giữ tại Bảo tàng Quốc gia Tokyo, minh họa một số sự kiện Biến loạn Heiji.